# Pallipalayam
Pallipalayam es una ciudad y municipio situada en el distrito de Namakkal en el estado de Tamil Nadu (India). Su población es de 40140 habitantes (2011). Se encuentra  orillas del río Kaveri, a 53 km de Namakkal y a 7 km de Erode.

## Demografía
Según el censo de 2011 la población de Pallipalayam era de 40140 habitantes, de los cuales 20200 eran hombres y 19940 eran mujeres. Pallipalayam tiene una tasa media de alfabetización del 73,23%, inferior a la media estatal del 80,09%: la alfabetización masculina es del 81,08%, y la alfabetización femenina del 77,24%.